# Хилдегард (ТВ филм)
„Хилдегард” је југословенски ТВ филм из 1983. године. Режирао га је Бранко Шмит који је написао и сценарио.

## Улоге
| Глумац             | Улога            |
| ------------------ | ---------------- |
| Катја Зупчић       | Анкица Видаковић |
| Фабијан Шоваговић  | Перо Јурковић    |
| Звонка Скреблин    | Хилдегард        |
| Мато Ерговић       |                  |
| Иво Грегуревић     | Ђуро             |
| Гита Шерман Копљар | Јулка            |
| Предраг Смехил     | Бабић            |
| Маја Фреундлих     | Бланка Бабић     |
| Јадранка Матковић  | Мара             |
| Фрањо Јелинек      |                  |
| Ацко Херман        |                  |
| Иванка Пониквар    | Мица             |
| Хелена Буљан       |                  |